# SN 2007bi
SN 2007bi ist eine Supernova, die am 6. April 2007 durch die Nearby Supernova Factory am Berkeley Lab entdeckt wurde. Es handelt sich dabei um die erste bestätigte Paarinstabilitätssupernova. Sie liegt in der etwa 1,7 Mrd. Lichtjahre entfernten Zwerggalaxie SDSS J131920.14+085543.7 (auch Anon J131920+0855 genannt) im Sternbild Jungfrau.
Die Masse des Vorgängersterns betrug zum Zeitpunkt der Explosion ca. 200 M☉, die Masse des Kerns – bestehend aus Helium – lag bei ca. 100 M☉. Durch die Explosion wurden schätzungsweise 7 M☉ des Nickel-Isotops 56Ni erzeugt.